# Incapacité subtile
Pour les articles homonymes, voir Incapacité.
L'incapacité subtile est un type d'incapacité conduisant à une perte de vigilance, pouvant aboutir à une ou plusieurs erreurs de jugement. Le terme est utilisé en particulier dans le domaine de pilotage automobile ou aéronautique.
Le Dictionnaire médical de l'Académie de Médecine détermine que l'incapacité subtile est « une cause relativement fréquente d'accident », et qu'elle peut être due à des toxiques (alcool, drogue, psychotrope, ...) ou être d'origine psychique (fatigue extrême). Elle se manifeste par une perte de conscience partielle. Elle peut très bien passer inaperçue à l'entourage de la personne qui en est victime, par exemple à un copilote. 
Un document du Bureau d'enquête et d'analyses (BEA) l'indique comme pouvant être provoqué par des troubles digestifs ou une hypoglycémie.
L'incapacité subtile a été évoquée comme étant une des causes probables de catastrophes aériennes, comme celles du vol 3407 Continental Airlines en février 2009 et du Vol 409 Ethiopian Airlines en janvier 2010.